# 澳大利亚的女性与政府
从20世纪初，澳大利亚女性开始参与政府事务。实行联邦制，新成立的澳大利亚联邦政府通过了1902年联邦选举法，允许大多数女性可以在1903年联邦选举中投票和参选。南澳大利亚州和西澳大利亚州在实行联邦制前赋予女性投票权。 实行联邦制后，新南威爾士州、塔斯馬尼亞州、昆士蘭州和維多利亞州也通过立法允许女性参与州和地方各级政府事务。直到1962年，澳大利亚原住民女性才能在各级政府及所有州和领地获得选举权。
尽管《联邦选举法》允许女性参加1903年及随后的联邦选举，但直到1943年的选举，艾妮德·莱昂斯和议员多萝西·坦尼才成为首批当选为联邦议会议员的女性。
迪特·考恩参与1921年（西澳大利亚州）州选举，成为首位当选为澳大利亚议会议员的女性。人们为了纪念她，把她印制在50澳元纸币上。首位领导州或领地政府的女性是罗斯玛丽·福莱特，她于1989年任职，在1991至1995年期间又担任澳大利亚首都领地首席部长。澳大利亚首位女州长是卡门·劳伦斯，她领导西澳大利亚州三年，直到1993年卸任。霍安·克纳是维多利亚州首位女州长，任期从1990至1992年。克莱尔·马丁于2001年从反对党中胜出，成为北领地首位女性首席部长，并在2005年凭借更高的多数票再次当选。2007年，在彼得·比蒂退休之后，安娜·布莱继任，成为昆士兰州首位女州长。2009年，布莱成为首位民选女州长。2009年，克里斯蒂娜·克纳利成为新南威尔士州首位女州长，并在2011年州选举中落败。从2011年1月至2014年3月，莱拉·吉丁斯担任塔斯马尼亚州首位女州长。2015年，昆士兰州的安娜斯塔西亚·帕拉夏成为首位从反对党中胜出当选州长的女性。在2017年昆士兰州州选举中胜出之后，她成为首位连任的女州长。尽管自1895年以来，南澳大利亚州是最早授予投票权和允许女性参选议会的州，但是南澳大利亚州从未选举过女州长。
2010年6月24日，朱莉亚·吉拉德成为澳大利亚首位女总理。她在此前為首位女副總理。

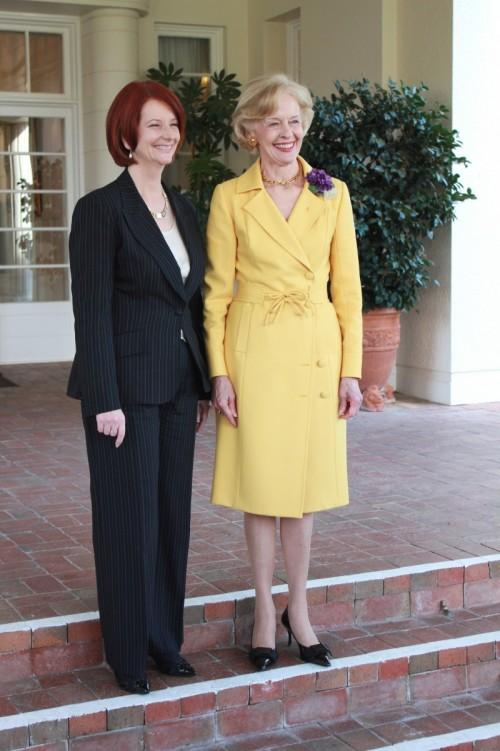
首為女總督昆廷·布賴斯（右）形式上任命原為副總理的朱莉亚·吉拉德（左）為首位女總理後的合照

值得留意的是，悉尼市在2010至2011年間在所有層級的政府領導人皆為女性：市長為克洛弗·莫爾、聯邦眾議員為塔尼婭·普利貝斯克、州長為克里斯蒂娜·克納利、州總督是瑪麗·巴舍爾、總理為朱莉亞·吉拉德、聯邦總督是昆廷·布賴斯，以及她所代表的女王伊莉莎白二世。